# منظمة شقيقة
المنظمة الشقيقة هي وكالة أو هيئة تعتمد تقريبًا أو كليًا على وجود منظمة أخرى. قد توجد منظمات شقيقة في العديد من المجالات المختلفة من قطاع الأعمال والحكومة وتطبيق القانون وداخل المؤسسة العسكرية.
تاريخياً، كانت وكالات الشرطة السرية في ألمانيا النازية تُعتبر منظمات شقيقة لبعضها البعض، حيث تم دمج جستابو والشرطة الأمنية الألمانية تقريبًا بالكامل مع بعضهما البعض. في العديد من الحالات، يشغل ضباط قوات الأمن الخاصة مناصب مزدوجة في كلتا المنظمتين في وقت واحد خاصة في المستويات العليا.
ضمن التشريعات الحكومية، تُعتبر هيئات صنع القوانين ذات مجلس "أعلى و"أدنى" منظمات شقيقة. هذا هو الحال مع مجلس شيوخ الولايات المتحدة ومجلس النواب اللذان يعتبران من المنظمات الشقيقة التي تتولى القانون.